# Тім Бангладеш
Футбольний клуб «Тім Бангладеш» (англ. Team Bangladesh Football Club) — футбольний клуб Палау, заснований у 2004 році, який виступає у Футбольній лізі Палау. Команда тричі вигравала Футбольну Лігу Палау. Більшість гравців клубу є вихідцями з Бангладеш.

## Історія
«Тім Бангладеш» була заснована в 2004 році як клуб для участі в новій Футбольній лізі Палау, перший розіграш якої відбувся того ж року. Інші команди в Палау також були створені в 2004 році для участі в лізі, але «Тім Бангладеш» була єдиною з цих команд, які залишилися в лізі на сезон 2012 року.

## Титули і досягнення
- Чемпіон Палау (3): 2005, 2006—2007, 2012[1]